# الجاسوس يتوجه شمالا
الجاسوس يتوجه شمالًا (بالكورية: 공작) هو فيلم دراما كوري جنوبي من بطولة هوانغ جونغ مين ولي سونغ-مين وجو جي-جون. تم عرض الفيلم في كوريا الجنوبية في 8 أغسطس 2018.

## الممثلون
- هوانغ جونغ مين في دور بارك سوك يونغ (الاسم الرمزي: الزهرة السوداء)
- لي سونغ مين في دور ري ميونغ وون
- تشو جين وونغ في دور تشوي هاك سونغ، مدير جهاز الاستخبارات الوطني
- جو جي هون في دور جونغ مو تايك، عميل من إدارة أمن الدولة
- بارك سونغ وونغ في دور هان تشانغ جو، رجل أعمال إعلانات كوري جنوبي
- غو هاي أون بدور عميل كوري شمالي
- جي جو بونغ في دور كيم جونغ إيل
- كيم هيون في دور مالك لمكتب عقارات
- كيم سو جين في دور زوجة هان تشانغ جو
- بارك مين سو في دور ابن ري ميونغ وون
- لي هيوري

## الإنتاج
بدأ التصوير في 24 كانون الثاني/يناير 2017 وانتهى في 25 تموز/يوليو 2017. صورت مشاهد كوريا الشمالية والصين بالفيلم في تايوان.

## روابط خارجية
- الجاسوس يتوجه شمالًا على موقع IMDb (الإنجليزية)
- الجاسوس يتوجه شمالًا على موقع روتن توميتوز (الإنجليزية)
- الجاسوس يتوجه شمالًا على موقع ألو سيني (الفرنسية)
- الجاسوس يتوجه شمالًا على موقع أول موفي (الإنجليزية)
- الجاسوس يتوجه شمالًا على موقع بوكس أوفيس موجو (الإنجليزية)
- الجاسوس يتوجه شمالًا على موقع فيلمافينيتي (الإسبانية)
- الجاسوس يتوجه شمالًا على موقع قاعدة بيانات الفيلم (الإنجليزية)
- الجاسوس يتوجه شمالًا على موقع ليتربوكسد (الإنجليزية)
- الجاسوس يتوجه شمالًا على موقع كينوبويسك (الروسية)